# Micropterix lambesiella
Micropterix lambesiella là một loài bướm đêm thuộc họ Micropterigidae. Nó được Viette miêu tả năm 1949. Loài này có ở đông bắc Algérie.
Sải cánh dài 4.2-4.5 mm.